# Genderdysforie
Genderdysforie is een gevoel van onvrede (dysforie) met het geboortegeslacht, ook wel de sekse genoemd en meestal ook het juridische geslacht. Dit komt bij genderdysfore personen niet overeen met hun genderidentiteit, het geslacht dat ze ervaren. Genderdysforie is sinds 2018 geclassificeerd in de ICD-11 lijst van ziekten van de Wereldgezondheidsorganisatie, onder de term genderincongruentie. In de verouderde ICD-10 viel de conditie onder genderidentiteitsstoornissen, maar dit is veranderd door de WHO omdat het geen stemmingsstoornis is.
De overkoepelende term voor genderdysfore personen is transgender. Zij die een geslachtsverandering willen ondergaan of hebben ondergaan worden transseksuelen genoemd, maar deze term wordt soms als gedateerd beschouwd.
Genderdysforie kan samengaan met andere verschijnselen, zoals depressie, angststoornissen, psychosomatische verschijnselen, en zelfbeschadiging. Vaak houden deze verband met de discriminatie die genderdysfore personen ervaren. In Nederland heeft ongeveer een derde van de totale hoeveelheid mensen met genderdysforie last van een of meerdere van deze andere verschijnselen.

## Geschiedenis en definitie van begrippen
De DSM-I (1952) en de DSM-II (1968) bevatten geen diagnose die analoog was aan genderdysforie. Geslachtsidentiteitsstoornis, zoals het destijds genoemd werd, verscheen voor het eerst als diagnose in de DSM-III (1980), waar het verscheen onder "psychoseksuele stoornissen", maar enkel als diagnose bij kinderen. Adolescenten en volwassenen kregen de diagnose transseksualiteit (homoseksueel, heteroseksueel of aseksueel type). De DSM-III-R (1987) voegde "Genderidentiteitsstoornis van adolescentie en volwassenheid, niet-transseksueel type" (GIDAANT) toe. DSM-5 (2013) heeft de genderidentiteitsstoornis (GID) vervangen door genderdysforie (GD) om het stigma van de term "stoornis" te vermijden.
Hoewel de term dus vrij recent is, is de ervaring van onvrede over het geboortegeslacht al langer bekend. Zo is van Dora Richter, de eerste persoon die in 1931 een succesvolle genderbevestigende operatie onderging, bekend dat zij in 1897/1898 op zesjarige leeftijd een poging deed een castratie en penectomie uit te voeren op haarzelf. Lili Elbe, die in dezelfde periode een soortgelijke operatie onderging, overleed 14 maanden later aan de complicaties van deze operatie. Toch zag ze de operaties als een succes: 'Je zou kunnen zeggen dat veertien maanden niet veel tijd is, maar voor mij voelt het als een volledig en gelukkig mensenleven.'

## Diagnose
Volgens de WHO is genderdysforie geen gedrags- of stemmingsstoornis, maar heeft het verschijnsel te maken met seksuele gezondheid. In alle Europese landen moet een persoon een diagnose voor genderdysforie hebben om aan een medische transitie te mogen beginnen. De wachtlijsten voor zo'n diagnose kunnen soms tot jaren oplopen.
Het kan voorkomen dat er geen sprake is van genderdysforie, maar van een stoornis die daarop kan lijken, zoals een stoornis van de lichaamsbeleving (BDD) of schizofrenie. BDD lijkt veel op genderdysforie en de beide aandoeningen kunnen ook met elkaar overlappen of samen aanwezig zijn. Er is nog geen onderzoek gedaan naar hoe deze twee aandoeningen zich tot elkaar verhouden en wat ze van elkaar onderscheidt. Een probleem bij BDD is dat lichamelijke aanpassing via hormonen en chirurgie als niet effectief gezien worden. De klachten keren terug na verloop van tijd en in het ergste geval verergeren ze. Naast het probleem van genderdysforie in relatie tot BDD is er weinig bekend over hoe aanhoudend genderdysforie is, met name bij de groep jonge mensen die tegenwoordig aangeeft genderdysfoor te zijn. Soms heeft interseksualiteit invloed op genderdysforie.
Het kan zijn dat iemand transgender is zonder genderdysforie te hebben. Dan is er eerder sprake van genderincongruentie: iemands gender komt niet overeen met diens biologische geslacht, maar zonder dat gevoelens van ongemak de kop opsteken. Toch kunnen ook deze mensen de behoefte krijgen om in sociale of medische transitie te gaan.

### Oorzaak
Er is geen duidelijke oorzaak van genderdysforie, het gaat waarschijnlijk om een combinatie van factoren.
Een theorie is dat foetaal testosteron een verklaring zou kunnen zijn voor het feit dat autisme vaker voorkomt onder transpersonen dan onder de rest van de bevolking. Zo zou volgens de "extreme male brain theory" in het geval van bijvoorbeeld autistische transgender mannen (vrouw-naar-man) een hoog testosterongehalte ten grondslag kunnen liggen aan zowel hun autisme als hun genderdysforie. Deze theorie is echter omstreden, want deze kan alleen een verklaring bieden bij trans mannen en niet voor trans vrouwen. Autisme kan effect hebben op iemands genderervaring, maar dat betekent niet dat mensen met autisme minder inzicht hebben in hun gender.

#### "Rapid onset of gender dysphoria" en sociale beïnvloeding
Volgens een in augustus 2018 in PLOS ONE gepubliceerde studie van dr Lisa Littman van Brown University rapporteerden ouders dat hun kinderen, die hun geboortegeslacht nooit eerder ter discussie hadden gesteld, zich plotseling transgender zeiden te voelen nadat een of meer leden van hun vriendengroep hetzelfde hadden gedaan. Dit onderzoek was niet onder de kinderen zelf uitgevoerd, maar gebaseerd op een enquête onder ouders van die kinderen. Na kritiek op de methodologie en uitleg van het onderzoek trok PLOS ONE het artikel weer in om na correcties door de auteur in maart 2019 een herziene versie te publiceren. Een van de conclusies daarvan luidt dat meer onderzoek nodig is naar het effect van sociale beïnvloeding, slechte copingmechanismen, de houding van de ouders en de gezinsdynamiek op de ontwikkeling en duur van genderdysforie bij pubers en jonge volwassenen. Het statement van de redacteurs dat bij de nieuwe versie staat benadrukt onder meer dat rapid onset gender dysphoria geen diagnose is, en dat de studie alleen de ervaringen van ouders omschrijft. De methodologie van deze herziening werd door Arjee Restar, een andere wetenschapper aan dezelfde universiteit, omschreven als "onveranderd, en nog steeds niet goed genoeg voor een wetenschappelijk onderzoek". Restar publiceerde korte tijd later een kritiek in Archives of Sexual Behavior. Volgens deze publicatie was in het werk van Littman sprake van een ernstige selectiebias, onder andere door de verwoording van het consentformulier en doordat de studie vooral gebaseerd was op data van websites voor ouders met een antitrans perspectief. Volgens Kenneth Zucker, redacteur bij Archives of Sexual Behavior, hebben studies gebaseerd op het perspectief van ouders beperkingen, maar volgens hem maakt deze methode onderdeel uit van een lange traditie binnen de ontwikkelingspsychologie en psychiatrie. Littman zelf publiceerde later nog een reactie in verdediging, met als centrale claim dat de methodologie van de originele studie niet afwijkt van die andere literatuur binnen het studiegebied.
Een aantal onderzoeken concludeert dat het idee dat kinderen zich als trend, of onder invloed van vrienden, identificeren als transgender, niet klopt. Een onderzoek uit 2021 concludeert dat de familiesituatie de grootste invloed heeft op wanneer een kind uit de kast komt. Het is mogelijk dat het idee van "rapid onset of gender dysphoria" ontstaan is door ouders die onzeker zijn over de transitie van hun kind, aangezien het voor ouders best schokkend kan zijn dat hun kind uit de kast komt.

## Transitie
Volwassenen kunnen bij een medisch centrum primaire en secundaire geslachtskenmerken laten verwijderen of verkrijgen, vaak met hormoontherapie, maar ook door middel van operatieve ingrepen. Dit wordt medische transitie genoemd. Een andere component van transitie is de sociale transitie, wanneer een persoon de sociale rol die bij de genderidentiteit waar diegene zich comfortabel bij voelt aanneemt. Dit kan bijvoorbeeld bestaan uit het informeren van familie en vrienden, het dragen van andere kleding, en het aannemen van een nieuwe naam. Sociale transitie gebeurt meestal voor of tijdens de medische transitie.

## Genderdysforie bij kinderen

### Nederland
Kinderen met genderdysforie kunnen al vroegtijdig hulp krijgen, bijvoorbeeld van het genderteam van het VU medisch centrum. De hulp die zij krijgen is voornamelijk psychologisch. Ook kunnen kinderen puberteitsremmers voorgeschreven krijgen, hiervan is echter nog onduidelijk wat de effecten op de lange termijn zullen zijn wanneer zij volwassen zijn.
Over de wenselijkheid van een lichamelijke transitie van genderdysfore kinderen bestaat controverse, onder andere door de beperkte steun in de samenleving en misinformatie en desinformatie. Daarbij gaat het over de vraag hoe stabiel hun gevoelens zijn en of zo'n transitie niet te rigoureus is als zulke kinderen, volgens een van de studies over dit onderwerp in 2008, zich in ruim vier op de tien gevallen na hun zestiende verjaardag niet meer genderdysfoor voelen. Door andere onderzoekers worden deze bevindingen echter in twijfel getrokken, met het argument dat er in het onderzoek aangenomen wordt dat het deel van de kinderen dat gestopt is met behandelingen bij die kliniek zich niet meer genderdysfoor voelt, terwijl dit niet gecheckt is. Uit een onderzoek in 2022 van het Amsterdam UMC bleek echter dat 98% van transpersonen die als kind zijn begonnen met gender-bevestigende behandelingen, deze behandelingen nog steeds willen als volwassene.
Er zijn verschillende onderzoeken gedaan naar de detransitie (wanneer iemand de transitie omkeert) en er blijkt dat het percentage detransitioners tijdens de transitie gemiddeld 3% is. Het overgrote deel van hen stopt met de transitie door sociale druk (bijvoorbeeld discriminatie op school). Lange termijndata over spijt en detransitie ontbreekt.
Een onderzoek in 2022 toonde aan dat de meeste genderdysfore kinderen discriminatie ervaren door hun leeftijdsgenoten wanneer ze uit de kast zijn als transgender persoon.

## Aspecten van genderdysforie
Genderdysforie met betrekking tot het bovenlichaam, vooral de borst(en), wordt aangeduid met de Engelse term top dysphoria, die met betrekking tot het onderlichaam bottom dysphoria. Verder kan er onder meer dysforie zijn met betrekking tot de stemhoogte.
Genderdysforie kan ook effect hebben op sociale gebieden, zoals ongemak bij de naam en voornaamwoorden die gebruikt worden. (Bijvoorbeeld zij/haar in plaats van hij/hem.) Dit kan zelfvertrouwen ondermijnen.
In Nederland en België zijn de wachtlijsten soms jarenlang. Dit heeft vaak een versterkend negatief effect op de genderdysforie.

## Aantallen
Het is onbekend hoeveel transgender mensen er in Nederland zijn. Volgens een schatting uit 2017 zouden er in Nederland tussen de 90.000 en 390.000 genderdysfore mensen zijn. Dit getal wijkt echter sterk af van transgenders die ook daadwerkelijk in transitie zijn gegaan: dat waren in 2009 naar schatting ongeveer 900 transgenders. Transgenderisme komt onder ongeveer 0,5% tot 0,7% van de volwassenen in Nederland voor, terwijl ongeveer 4% zich als genderfluïde identificeert en 0,5% als interseksueel. Ondanks dat er weinig bekend is over transgenders in Nederland, is er veel meer informatie over transseksuelen (transgenders die in transitie zijn gegaan). Zo is de meerderheid transvrouw, is een onevenredig aandeel allochtoon, twee derde is ongehuwd en de meerderheid woont in Amsterdam, Rotterdam, Den Haag of Utrecht. Ondanks dat meer dan 40% een hoog opleidingsniveau heeft, heeft driekwart een laag besteedbaar inkomen.

## Gendereuforie
Tegenover dysforie staat euforie. Indien iemand tevreden is met zijn of haar lichaam kan er sprake zijn van gendereuforie. Gendereuforie is het ervaren van blijdschap over het feit dat uiterlijk en genderidentiteit overeenkomen. Dit kan een cisgender persoon zijn die gendereuforie ervaart ("wat ben ik blij om man of vrouw te zijn"), maar ook een transgender persoon die tevreden is met het resultaat van de transitie. ("Wat ben ik blij om nu vrouw te zijn, of wat ben ik blij om een transgender vrouw te zijn"). Vaak gaat het om kenmerken die de genderidentiteit bevestigen, zoals een trans vrouw die voor het eerst een rok draagt, of een man die zijn spieren in de spiegel ziet na een tijd getraind te hebben. Wanneer en of deze ervaring optreedt, is per persoon verschillend.

## België
Het Belgische expertisecentrum voor genderdysforie in het Universitair Ziekenhuis Gent is sinds 1988 actief. Het beschikt over een multidisciplinair team bestaande uit psychologen, psychiaters en endocrinologen voor de begeleiding van genderdysfore personen. Hier kiest men steeds minder vaak voor psychotherapie maar behandelt men de patiënt met remmende hormonen. Indien de patiënt hierna van geslacht wil veranderen wordt deze hierbij begeleid door het centrum.